# Diocesi di Ilorin
La diocesi di Ilorin (in latino Dioecesis Ilorinensis) è una sede della Chiesa cattolica in Nigeria suffraganea dell'arcidiocesi di Ibadan. Nel 2023 contava 25.750 battezzati su 2.613.000 abitanti. È retta dal vescovo Anselm Pendo Lawani.

## Territorio
La diocesi comprende la quasi totalità dello Stato nigeriano di Kwara, nell'ovest del Paese.
Sede vescovile è la città di Ilorin, dove si trova la cattedrale di San Giuseppe.
Il territorio è suddiviso in 44 parrocchie.

## Storia
La prefettura apostolica di Ilorin fu eretta il 20 gennaio 1960 con la bolla Qui summam catholicarum di papa Giovanni XXIII, ricavandone il territorio dalla diocesi di Ondo.
Il 29 maggio 1969 la prefettura apostolica è stata elevata a diocesi con la bolla Verba sanctissima di papa Paolo VI.
Il 15 dicembre 1995 ha ceduto una porzione del suo territorio a vantaggio dell'erezione della prefettura apostolica di Kontagora (ora diocesi).
Originariamente suffraganea dell'arcidiocesi di Kaduna, successivamente è entrata a far parte della provincia ecclesiastica di Ibadan.

## Cronotassi dei vescovi
Si omettono i periodi di sede vacante non superiori ai 2 anni o non storicamente accertati.
- William Mahony, S.M.A. † (6 dicembre 1960 - 20 ottobre 1984 dimesso)
- John Olorunfemi Onaiyekan (20 ottobre 1984 - 7 luglio 1990 nominato vescovo coadiutore di Abuja)
- Ayo-Maria Atoyebi, O.P. † (6 marzo 1992 - 11 giugno 2019 dimesso)
- Paul Adegboyega Olawoore † (11 giugno 2019 succeduto - 1º gennaio 2022 deceduto)
- Anselm Pendo Lawani, dall'8 dicembre 2023[2]

## Statistiche
La diocesi nel 2023 su una popolazione di 2.613.000 persone contava 25.750 battezzati, corrispondenti all'1,0% del totale.
| anno | popolazione | popolazione | popolazione | presbiteri | presbiteri | presbiteri | presbiteri                | diaconi | religiosi | religiosi | parrocchie |
| anno | battezzati  | totale      | %           | numero     | secolari   | regolari   | battezzati per presbitero | diaconi | uomini    | donne     | parrocchie |
| ---- | ----------- | ----------- | ----------- | ---------- | ---------- | ---------- | ------------------------- | ------- | --------- | --------- | ---------- |
| 1970 | 12.100      | 1.200.000   | 1,0         | 15         |            | 15         | 806                       |         | 16        | 6         |            |
| 1980 | 23.300      | 1.529.000   | 1,5         | 18         | 1          | 17         | 1.294                     |         | 19        | 13        |            |
| 1990 | 44.350      | 1.372.000   | 3,2         | 24         | 7          | 17         | 1.847                     |         | 17        | 38        | 17         |
| 1999 | 56.772      | 1.887.828   | 3,0         | 30         | 23         | 7          | 1.892                     |         | 7         | 53        | 18         |
| 2000 | 58.803      | 1.396.515   | 4,2         | 31         | 24         | 7          | 1.896                     |         | 7         | 53        | 18         |
| 2001 | 58.803      | 1.396.515   | 4,2         | 40         | 33         | 7          | 1.470                     |         | 7         | 62        | 17         |
| 2002 | 22.650      | 250.000     | 9,1         | 41         | 34         | 7          | 552                       |         | 9         | 32        | 17         |
| 2003 | 26.642      | 280.000     | 9,5         | 42         | 33         | 9          | 634                       |         | 17        | 63        | 18         |
| 2004 | 25.500      | 1.260.000   | 2,0         | 40         | 33         | 7          | 637                       |         | 16        | 72        | 18         |
| 2006 | 28.000      | 1.330.000   | 2,1         | 39         | 36         | 3          | 717                       |         | 5         | 64        | 18         |
| 2013 | 22.420      | 2.762.000   | 0,8         | 49         | 44         | 5          | 457                       |         | 7         | 173       | 21         |
| 2016 | 23.885      | 2.719.000   | 0,9         | 45         | 42         | 3          | 530                       |         | 17        | 218       | 30         |
| 2019 | 28.100      | 2.905.500   | 1,0         | 55         | 44         | 11         | 510                       |         | 97        | 139       | 30         |
| 2021 | 25.950      | 3.055.525   | 0,8         | 53         | 42         | 11         | 489                       |         | 97        | 63        | 39         |
| 2023 | 25.750      | 2.613.000   | 1,0         | 58         | 47         | 11         | 443                       |         | 97        | 63        | 44         |